# Albatros D.I
Альбатрос D.I (нем. Albatros D.I)— немецкий истребитель-биплан, использовавшийся в Первой мировой войне. Хотя его боевая карьера была короткой, самолёт стал первым истребителем серии Albatros D, которая составила основу эскадрилий Германии и Австро-Венгрии в последние два года войны.

## Конструкция и доработки
Конструкторы Телен, Шуберт и Гнедиг спроектировали Albatros D.I в качестве ответа на появившиеся истребители стран Антанты, такие как Nieuport 11 Bébé и Airco D.H.2. Они доказали своё преимущество по сравнению с Fokker Eindecker и другими немецкими истребителями и обеспечили превосходство в воздухе для стран Антанты. Альбатрос был заказан в июне 1916 года, а первые машины стали поступать в эскадрильи уже в августе 1916 года.
На то время это был самый мощный истребитель в составе Имперских военно-воздушных сил. Мощный двигатель позволил установить спарку пулемётов MG-08 «Шпандау» без какого-либо ущерба для лётных качеств.
Альбатрос D.I имел достаточно большую удельную нагрузку на крыло для своего времени и поэтому не отличался хорошей манёвренностью. Это с лихвой компенсировалось его высокой скоростью и огневой мощью, так что самолёт вскоре приобрёл репутацию лучшего со всех сторон истребителя.

## На вооружении
- Имперские военно-воздушные силы Германии

## Боевое применение
К ноябрю 1916 года в войска поступило 50 предсерийных и серийных самолётов D.I. Заместив собой более слабые самолёты (такие как Fokker D.I, Halberstadt D.II), Альбатросы серьёзно увеличили ударную мощь новых эскадрилий Имперских ВВС.
Относительно большая нагрузка на крылья не позволяла самолёту сражаться на равных в маневренном бою, однако высокая скорость полета давала возможность пилоту выбирать тактически выгодный момент для нападения и выходить из боя при угрозе атаки противника.
Боевая служба Albatros D.I продолжалась недолго. Эти самолёты применялись на западном и восточном фронтах до весны 1917 года, когда были постепенно заменены усовершенствованным Albatros D.III. Несколько самолётов было передано в Турцию.
Дальнейшее производство D.I, тем не менее, было прекращено. Вместо этого начался выпуск практически идентичного Albatros D.II, у которого верхнее крыло располагалось несколько ниже и было чуть сдвинуто вперёд для улучшения обзора для пилота.

## Описание конструкции
Истребитель Albatros D.I — одноместный одностоечный биплан деревянный конструкции.
Фюзеляж.У Альбатроса D.I был фюзеляж-полумонокок, обшитый фанерой. Он легче и прочнее, чем обшитый полотном каркас, который тогда повсеместно использовался, такому фюзеляжу проще придать аэродинамически совершенную форму. С другой стороны, его производство было не таким затратным, как изготовление «полного» монокока. Каркас фюзеляжа состоял из четырёх лонжеронов, четырнадцати шпангоутов и стрингеров. Материал лонжеронов — ель. Материал шпангоутов — ясеневая фанера. Обшивка изготавливалась из гнутой на пару однослойной фанеры крепилась к каркасу гвоздями и клеем. Носовая часть фюзеляжа обшивалась съемными алюминиевыми листами.
Крылья. Крылья двухлонжеронные, прямоугольные в плане. Лонжероны в сечении имели коробчатую форму. Материал полок лонжерона — сосна, стенки лонжерона — фанера. Нервюры верхнего крыла, в целях снижения веса, имели отверстия. Нервюры нижнего крыла были сплошные. Передняя кромка крыла представляла собой сосновую рейку, задняя кромка — стальная проволока. Обшивка крыльев полотно.
Профиль крыла — тонкий выпукло-вогнутый с относительной толщиной 5 %. Стойки бипланной коробки — стальные трубы каплевидного сечения. Стальные расчалки обеспечивали жесткость бипланной коробки. Элероны были размещены только на верхнем крыле . Верхнее крыло крепилось к фюзеляжу с помощью двух подкосов из стальных труб каплевидного сечения.
Хвостовое оперение. Хвостовое оперение однокилевое классической схемы. Киль выклеивался заодно с фюзеляжем и состоял из соснового каркаса и фанерной обшивки. Стабилизатор имел деревянный каркас, который обклеивался полотном. Рули и триммеры имели каркас, сваренный из тонких стальных труб и были обтянуты полотном.
Шасси. Шасси трехопорное с хвостовым костылем. Амортизация шнуровая резиновая. Стойки опор шасси изготавливались из тонких стальных труб. Колеса со спицами, которые для уменьшения сопротивления сверху зашивались полотном. Ось колес неразрывная. Жесткость тележки шасси обеспечивалась стальными расчалками.
Двигатель. Самолёт оснащался шестицилиндровыми рядными двигателями водяного охлаждения Benz Bz.III мощностью 150 л.с (110 кВт) и Mercedes D.III мощностью 160 л. с. (120 кВт). Воздушный винт деревянный двухлопастный, фиксированного шага с коком обтекаемой формы на втулке.

## Тактико-технические характеристики
Источник данных: «Уголок неба»

Технические характеристики
- Экипаж: 1 пилот
- Длина: 7,3 м
- Размах крыла: 8,6 м
- Высота: 2,95 м
- Площадь крыла: 22,9 м²
- Масса пустого: 645 кг
- Нормальная взлётная масса: 898 кг
- Силовая установка: 1 × жидкостного охлаждения Mercedes D.III
- Мощность двигателей: 1 × 160 л.с. (1 × 120 кВт)

Лётные характеристики
- Максимальная скорость: 193 км/ч
- Крейсерская скорость: 175 км/ч
- Продолжительность полёта: 1,5 часа
- Практический потолок: 5180 м
- Скороподъёмность: 2,8 м/с

Вооружение
- Стрелково-пушечное: 2 × 7,92 мм пулемёта MG 14 Parabellum